# 東映ムビ×ステ
東映ムビ×ステ（とうえい ムビ ステ）は、東映が2019年にスタートさせた映画と演劇のメディアミックスシリーズ。
2019年1月に東映株式会社と東映ビデオ株式会社の新共同プロジェクトとして発表され、同年夏 - 秋に第1弾作品『GOZEN』の映画・舞台が公開された。
「ムービー（映画）とステージ（演劇）の挑戦的な融合」を掲げ、ひとつの作品世界を連動した作品群として展開するプロジェクトとされている。

## 作品

### 第1弾『GOZEN』
侍たちが主君の前で武芸を競う場「御前試合」を舞台とした、東映ムビ×ステの第1弾作品。映画版・舞台版で一部共通のメインキャストが登場する。
- プロデューサー：塚田英明、中野剛、大森敬仁、中村恒太、望月卓[2]

#### 映画『GOZEN-純恋の剣-』
- 公開：2019年7月5日[4]
- 監督：石田秀範[2]
- 脚本：谷慶子[2]
- アクション監督 - おぐらとしひろ[5]

キャスト
- 青山凛ノ介 （） - 犬飼貴丈
-  神谷八重（） - 優希美青
-  寺脇甚八郎（） - 武田航平
-  赤松兵庫（） - 小野塚勇人
-  櫻井右京（） - 町井祥真
-  結城蔵人（） - 前山剛久
-  小松原蓮十郎（） - 松村龍之介
- きぬ - 大島蓉子
-  神谷真三郎（） - 冨家規政
-  流狂四郎（） - 元木聖也
-  郷田半左衛門（） - 井澤勇貴
-  田宮源三（） - 松本寛也
-  白河三太夫（） - 井俣太良
-  神谷早苗（） - 菊地美香
-  赤松主水介（） - 福本清三
-  望月八弥斗（） - 矢崎広
-  真咲一馬（） - 久保田悠来
-  望月甲斐正（） - 波岡一喜

#### 舞台『GOZEN-狂乱の剣-』
- 2019年9月12日から23日までサンシャイン劇場、9月27日から29日まで梅田芸術劇場シアター・ドラマシティにて上演[2]。脚本・演出は毛利亘宏（少年社中）[2]。

キャスト
- 望月八弥斗 - 矢崎広
- 流狂四郎 - 元木聖也
- 結城蔵人 - 前山剛久
- 小松原蓮十郎 - 松村龍之介
-  小松原奈奈（） - 若月佑美
- 郷田半左衛門 - 井澤勇貴
- 田宮源三 - 松本寛也
- 白河三太夫 - 井俣太良
- 原田貞之（） - 廿浦裕介
- 土御門月暗（） - 梅津瑞樹
- 興津清順（） - 上遠野太洸
- 朝霧（） - AKANE LIV
- 小松原烈山（） - 山本亨
- 望月甲斐正 - 波岡一喜
- 夛田将秀、星賢太、堀直人、宮尾颯

スタッフ
- 脚本・演出 - 毛利亘宏（少年社中）
- 音楽 - YODA Kenichi
- アクション監督 - 栗田政明（倉田プロモーション）
- 振付 - 本山新之助
- 舞台美術 - 秋山光洋(n10 design)
- 照明 - 斎藤真一郎
- 音響 - ヨシモトシンヤ（sacra sound）
- 映像 - 荒川ヒロキ、森すみれ
- 舞台監督 - 宮下卓
- 衣裳 - 惠藤高清
- 小道具 - 羽鳥健一
- ヘアメイク - 古橋香奈子（LaRME）、海野由香
- 宣伝美術 - 羽尾万里子（Mujina:art）
- 宣伝写真 - 金山フヒト
- Web  - 田中ユウコ
- 構成協力 - 谷慶子
- 制作 - 東映
- 制作協力 - プラグマックス＆エンタテインメント
- プロデューサー - 塚田英明、中野剛、大森敬仁、中村恒太、望月卓（東映）
- 企画 - 東映、東映ビデオ

### 第2弾『死神遣いの事件帖』
江戸を舞台に、探偵業を営む久坂幻士郎、また吉原遊廓の惣名主を父にもつ侠客のリーダー庄司新之助が、死神・十蘭とともに、市中を騒がす怪事件に挑んでいく。

#### 映画『死神遣いの事件帖‐傀儡夜曲‐』
- 公開：2020年6月12日
- 監督：柴﨑貴行
- 脚本：須藤泰司
- キャスト：鈴木拡樹、安井謙太郎、崎山つばさ 他

#### 舞台『死神遣いの事件帖‐鎮魂侠曲‐』
- 上演日程：2020年7月23日 - 8月2日
- 原案：須藤泰司
- 脚本・演出：毛利亘宏（少年社中）
- キャスト：崎山つばさ、安井謙太郎 他

### 第3弾『漆黒天』
東映ムビ×ステの第3弾。主演は荒木宏文。映画『漆黒天 -終の語り-（）』と舞台『漆黒天 -始の語り-（）』で一部共通のメインキャストが登場する。

#### 映画『漆黒天 -終の語り-』
- 公開：2022年6月24日
- 脚本：末満健一[10]
- 監督・アクション監督：坂本浩一[10]
- 音楽：和田俊輔

キャスト
- 名無し - 荒木宏文
- 喜多 - 小宮有紗
- 邑麻 二郎太（） - 松田凌
- 邑麻 三郎太（） - 長妻怜央
- 千明 伽羅（） - 橋本祥平
- 須万 蒿雀（） - 松本寛也
- 嘉田 蔵近（） - 梅津瑞樹
- 皿月 壬午（） - 小澤雄太
- 玖良間 士道（） - 鈴木裕樹
- 富士（） - 小島藤子
- 玄馬 宗吉（） - 唐橋充
- 九善坊 冬至（） - 宇梶剛士

#### 舞台『漆黒天 -始の語り-』
- 上演日程：2022年8月5日 - 21日[注 1]、サンシャイン劇場 / 8月31日 - 9月4日、梅田芸術劇場シアター・ドラマシティ[10]。

キャスト
- 宇内陽之介 - 荒木宏文
- 邑麻二郎太 - 松田凌
- 邑麻三郎太 - 長妻怜央
- 嘉田蔵近 - 梅津瑞樹
- 富士 - 小島藤子
- 千明伽羅 - 橋本祥平
- 須万蒿雀 - 松本寛也
- 真嶌千蛇（） - 加藤大悟
- 座頭の來（） - 安田桃太郎
- 皿月壬午 - 小澤雄太
- 玖良間士道 - 鈴木裕樹
- 玄馬宗吉 - 唐橋充
- 九善坊冬至 - 宇梶剛士
- 工藤翔馬、榮桃太郎、澤田圭佑、下尾浩章、菅原健志、杉本佳幹、宮永裕都、横山慶次郎、蓮井佑麻

スタッフ
- 作・演出 - 末満健一
- 音楽 - 和田俊輔
- アクション監督 - 栗田政明
- 美術 - 田中敏恵
- 照明 - 関口裕二
- 音響 - ヨシモトシンヤ
- 衣裳 - 惠藤高清
- ヘアメイク - 古橋香奈子
- 小道具 - 羽鳥健一
- 演出助手 - 高橋将貴
- 舞台監督 - 小野八着
- 宣伝美術 - 羽尾万里子
- 宣伝スチール - 金山フヒト
- Web - 田中ユウコ
- 企画 - 吉元央、加藤和夫、渡辺ミキ
- エグゼクティブプロデューサー - 塚田英明、渡部隆
- プロデューサー - 中村恒太、高木敬太、中野剛、貝塚憲太、加藤美秋
- 協賛 - 医療法人社団直悠会 にしたんクリニック、ローソンチケット
- 制作 - ワタナベエンターテインメント、東映
- 協力 - 東映京都撮影所
- 主催・製作 - 東映、東映ビデオ、ワタナベエンターテインメント

### 第4弾

#### 舞台『死神遣いの事件帖-幽明奇譚-』
- 上演日程：2022年6月9日 - 19日
- 原案：須藤泰司
- 脚本・演出：毛利亘宏（少年社中）
- キャスト：鈴木拡樹、小林亮太 他

#### 映画『死神遣いの事件帖 -月花奇譚-』
- 公開：2022年11月18日
- 監督：柴﨑貴行
- 脚本：須藤泰司
- キャスト：鈴木拡樹、安井謙太郎 他

### 第5弾『仁義なき幕末』

#### 映画『仁義なき幕末 -龍馬死闘篇-』
- 公開：2023年3月25日[18]
- 監督：橋本一[18]
- 脚本：毛利亘宏[18]

キャスト
- 村田恭次（坂本龍馬）- 松田凌
- 大友一平 - 和田琢磨
- 高梨明 - 矢崎広
- 伊達唯臣 - 鈴木勝吾
- 中岡慎太郎 - 赤澤燈
- 蘭月童子 - 荒川ちか
- 土方歳三 - 石黒英雄
- 沖田総司 - 本田礼生
- 原田左之助 - 小野健斗
- 桂小五郎 - 岡宏明
- 佐々木只三郎 - 江戸川じゅん兵
- 西郷隆盛 - 本宮泰風
- おりょう - 剛力彩芽
- 柴田善行
- 峰蘭太郎

#### 舞台『仁義なき幕末 -令和激闘篇-』
上演日程
2023年4月27日 - 5月7日 サンシャイン劇場
2023年5月18日 - 21日 梅田芸術劇場 シアター・ドラマシティ
- 脚本・演出：毛利亘宏[20]

キャスト
- 大友一平 - 和田琢磨
- 村田恭次（坂本龍馬） - 松田凌
- 大友小夜 - 水谷果穂
- 土方歲三 - 石黒英雄
- 沖田総司 - 本田礼生
- 原田左之助 - 小野健斗
- 尾崎水月 - 木津つばさ
- 北園郷蔵 - 吉田メタル
- 蘭月童子 - 荒川ちか
- 桂小五郎 - 岡宏明
- 若松総太郎 - 柏木佑介
- 中岡慎太郎 - 赤澤燈
- 伊達唯臣 - 鈴木勝吾
- 岩上美優、岡田治己、鹿糠友和、小山雲母、杉本佳幹、夛田将秀、星賢太、横山慶次郎
- ナレーション - 矢崎広

スタッフ
- 音楽 - 坂部剛
- アクション監督 - 栗田政明（倉田プロモーション）
- 振付 - 本山新之助
- 舞台監督 - 横尾友広
- 美術 - 秋山光洋（n10design）
- 照明 - 齋藤真一郎
- 音響 - 田上篤志（stSound）
- 映像 - 荒川ヒロキ
- 演出助手 - スギザキサトミ
- 衣裳 - 村瀬夏夜
- 特殊造形 - 林屋陽二
- ヘアメイク - 古橋香奈子（LaRME）
- 宣伝美術 - 羽尾万里子（Mujina:art）
- 宣伝写真 - 金山フヒト
- Web - 田中ユウコ
- キャスティング - 杉山麻衣
- 企画 - 加藤和夫、吉元央
- エグゼクティブプロデューサー - 塚田英明
- プロデューサー - 中野剛、中村恒太
- 制作協力 - シャチュウワークス
- 協力 - 東映京都撮影所
- 企画製作 - 東映、東映ビデオ

### 第6弾『邪魚隊 / ジャッコタイ』

#### 映画『邪魚隊』
- 公開：2024年5月31日[22]
- 監督：金崎涼介[22]
- 脚本：小西麻友[22]

- 本作のコンセプトはミュージカル時代劇[22]。将軍に雇われた、使い捨ての特殊部隊に属する4人の死刑囚とそこに巻き込まれた田舎武士。死罪免除を条件に「人喰い鬼」退治の任務が課せられた。

- 第20回ポルト・アレグレ国際ファンタスティック映画祭に招待され、4月16日ワールドプレミア上映[23]。

キャスト
- 鱗蔵 - 佐藤流司
- 水野平馬 - 阿久津仁愛
- スルメ - 橋本祥平
- 鮒右衛門 - 小柳心
- 比売知 - 廣瀬智紀
- 音御前 - 高田夏帆
- 景虎 - 姜暢雄
- 蓼丸玄庵 - 輝馬
- 江武椎左衛門 - 横山涼
- 刈谷 - 吉岡睦雄
- 多々良 - 玉城裕規
- 安食満親 - 石井一彰
- 徳川吉宗 - 永井大

#### 舞台『邪魚隊』
2024年8月から9月にかけて東京・大阪・愛知・石川で上演。
上演日程
8月9日 - 25日、サンシャイン劇場
8月30日 - 9月1日、サンケイホールブリーゼ
9月4日、一宮市民会館
9月7日・8日、石川県立音楽堂 邦楽ホール
キャスト
- 鱗蔵 - 佐藤流司
- 水野平馬 - 阿久津仁愛
- スルメ - 橋本祥平
- 鮒右衛門 - 小柳心
- 比売知 - 廣瀬智紀
- 蓼丸玄庵 - 輝馬
- 多々良 - 玉城裕規
- テコナ - 蘭舞ゆう
- ウラナミ - 舟木健
- タテハ - 竹野留里
- 尾形忠昌 - 井俣太良
- 長福丸 - 小林郁大
- 虎徹 - 松本寛也
- ゴマダラ - 森大
- ヒイロ - 中村誠治郎
- アンサンブル - 岩上美優、鼓太郎、小林嵩平、高橋立億躍、夛田将秀、中野みほ、星賢太、堀直人

スタッフ
- 脚本：小西麻友
- 演出：毛利亘宏
- 歌詞：藤林聖子
- 音楽：和田俊輔

### 第7弾『死神遣いの事件帖 終』
『死神遣いの事件帖 終（ファイナル）』が2025年公開・公演予定。

#### 映画『死神遣いの事件帖 終』
- 公開：2025年6月公開予定

#### 舞台『死神遣いの事件帖 終』
- 上演日程：2025年8・9月上演予定